# Gonczi
Gonczi (tadż. Ғончӣ, ros. Ганчи) – miejscowość i dżamoat w północnym Tadżykistanie, w wilajecie sogdyjskim, około 400 km na północ od Duszanbe. Stolica dystryktu Gonczi. Ma 8 252 mieszkańców.